# Baie de Dalian
La baie de Dalian (en chinois simplifié : 大连湾 ; pinyin : dàliánwān) est la baie de la ville de Dalian en Chine. Elle se situe au sud-est de la péninsule du Liaodong, dans le Dongbei, et s'ouvre sur la mer Jaune.